# Wadicosa
Wadicosa Zyuzin, 1985 è un genere di ragni appartenente alla famiglia Lycosidae.

## Distribuzione
Il genere Wadicosa è diffuso in tutti i continenti ad eccezione delle Americhe: la specie più diffusa è la W. fidelis (O. Pickard-Cambridge, 1872), rinvenuta in varie località della Macaronesia, Africa settentrionale, Europa meridionale, Caucaso, Medio Oriente, Asia centrale, Cina, Giappone, Pakistan, India, Bhutan, Bangladesh, Filippine, Indonesia (Sumatra).

## Tassonomia
Per la determinazione delle caratteristiche di questo genere sono stati esaminati gli esemplari tipo Lycosa fidelis O. Pickard-Cambridge, 1872.
Originariamente gli esemplari tipo di questo genere erano quelli di Lycosa venatrix Lucas, 1846; da Zyuzin (vedi la pubblicazione di Wunderlich (1987a), pag 236) sono stati definiti come "erroneamente identificati". Quindi, con un lavoro degli aracnologi Kronestedt e Zyuzin del 2009 si è passati agli esemplari tipo della Lycosa fidelis.
Non sono stati esaminati esemplari di questo genere dal 2021.
Attualmente, a dicembre 2021, si compone di 13 specie:
1. Wadicosa benadira (Caporiacco, 1940) - Somalia, Kenya
2. Wadicosa cognata Kronestedt, 2015 - Kenya
3. Wadicosa commoventa Zyuzin, 1985 - Iran, Turkmenistan
4. Wadicosa daliensis Yin, Peng & Zhang, 1997 - Cina
5. Wadicosa fidelis (O. Pickard-Cambridge, 1872)[2] - Macaronesia, Africa settentrionale, Europa meridionale, Caucaso, Medio Oriente, Asia centrale, Cina, Giappone, Pakistan, India, Bhutan, Bangladesh, Filippine, Indonesia (Sumatra)
6. Wadicosa ghatica Kronestedt, 2017 - India
7. Wadicosa jocquei Kronestedt, 2015 - isole Seychelles, isole Comore, isola Mayotte, Madagascar, isola Mauritius
8. Wadicosa okinawensis (Tanaka, 1985) - Giappone (isole Ryukyu), Cina (Hainan)
9. Wadicosa oncka (Lawrence, 1927) - Africa
10. Wadicosa paulyi Kronestedt, 2017 - Madagascar
11. Wadicosa prasantae Ahmed, Anam, Saikia, Manthen & Saikia, 2014 - India
12. Wadicosa quadrifera (Gravely, 1924) - India, Sri Lanka
13. Wadicosa russellsmithi Kronestedt, 2015 - isola Mauritius

### Nomina dubia
- Wadicosa subvenatrix (Strand, 1908); esemplare femminile rinvenuto in Africa settentrionale, originariamente ascritto al genere Lycosa, a seguito di un lavoro di Wunderlich (1992a) è da ritenersi nomen dubium[1].
- Wadicosa venatrix Lucas, 1846; esemplari maschili e femminili reperiti in Africa settentrionale, a seguito di un lavoro di Wunderlich (1992a) sono da ritenersi nomina dubia[1].